# Louis van Gaal
Aloysius Paulus Maria (Louis) van Gaal (Amsterdam, 8 augustus 1951) is een Nederlands voetbaltrainer, huidige adviseur van Ajax en voormalig voetballer. Hij was trainer van Ajax, FC Barcelona, AZ, Bayern München en Manchester United. Het wereldkampioenschap voetbal van 2014 was zijn eerste eindtoernooi als bondscoach van het Nederlands elftal. Met twintig gewonnen titels is Van Gaal een van de meest succesvolle clubtrainers aller tijden. 
Hij won als clubtrainer nationale prijzen in vier verschillende landen. Ook had hij internationaal succes. Met Ajax won hij de UEFA Cup, de UEFA Champions League, de UEFA Super Cup en de Intercontinental Cup. Met FC Barcelona won hij de UEFA Super Cup.

## Levensloop
Van Gaal groeide op in een katholiek gezin in Watergraafsmeer, Amsterdam-Oost, in dezelfde buurt als latere sportjournalist Harry Vermeegen. Zijn vader was zwaar hartpatiënt en overleed toen Van Gaal elf jaar oud was. Zijn moeder voedde het gezin dat bestond uit negen kinderen grotendeels alleen op. De opvoeding kenmerkte zich door plichtsbesef en discipline. Louis bezocht het Sint-Nicolaaslyceum te Amsterdam, dat geleid werd door de Paters van het H. Hart, waar hij de H.B.S. volgde. Daarna volgde hij de opleiding voor gymnastiekleraar aan de plaatselijke Academie voor Lichamelijke Opvoeding.
In 1973 trouwde Van Gaal met zijn eerste vrouw die op 17 januari 1994 overleed aan alvleesklierkanker. Van Gaal bleef met zijn twee dochters achter. Tot in 1994 ging hij wekelijks naar de kerk. Hij keerde zich dat jaar van het katholieke geloof af, omdat hij vond dat God de menselijke waardigheid bij het lijden en overlijden van zijn vrouw en in de oorlogen in de wereld "niet gerespecteerd" heeft. Hij wilde met God die het lijden toelaat niets meer te maken hebben.
Op 8 augustus 2008 hertrouwde Van Gaal in het Portugese Albufeira met zijn huidige echtgenote. In 2009 verscheen zijn autobiografie. Op 3 april 2022 maakte van Gaal tijdens een uitzending van het televisieprogramma Humberto bekend al geruime tijd aan prostaatkanker te lijden. Op 14 april 2022 kwam een documentaire uit genaamd LOUIS over het leven van Van Gaal onder regie van Geertjan Lassche.

## Carrière als speler
Van Gaal begon als kind bij het Amsterdamse RKSV De Meer, waarna hij op zijn twintigste terechtkwam bij het tweede elftal van Ajax. Tussen 1972 en 1987 was Van Gaal actief als speler (middenvelder) in het betaald voetbal. In 1972 was dat bij het eerste elftal van Ajax, maar hij speelde daar uiteindelijk nooit een competitiewedstrijd. Hierop probeerde hij het op zijn tweeëntwintigste over de grens, bij Royal Antwerp. In vier seizoenen (1973-1977) bij 'The Great Old' scoorde Van Gaal zeven doelpunten in eenenveertig wedstrijden. Na deze Belgische periode vertrok hij naar Telstar, waar hij een seizoen zou blijven spelen. Na zijn periode bij Telstar vertrok hij naar het Rotterdamse Sparta, waar hij uiteindelijk zijn meeste competitiewedstrijden (tweehonderdachtenveertig in totaal) zou spelen. Hij won daar in 1984 de Zilveren Schoen. Van 1979 tot 1986 speelde hij daar samen met Danny Blind, de latere aanvoerder van het Ajax onder leiding van Van Gaal. In 1986 speelde Van Gaal korte tijd bij AZ, waar hij tevens trainer van het tweede team was. Eind december 1986 beëindigde hij zijn spelersloopbaan en werd assistent-trainer.
Op 27 april 1983 kwam Van Gaal eenmalig uit voor het Nederlands olympisch voetbalelftal in een met 3-0 verloren kwalificatiewedstrijd voor de Olympische Zomerspelen 1984 in en tegen Roemenië.
Naast het voetbal was Van Gaal als gymnastiekleraar werkzaam. In 1982 werd hij samen met Theo van Seggelen bestuurslid van de VVCS. Daar werd hij ook vicevoorzitter. Van Gaal was een drijvende kracht achter de in 1985 opgerichte Centrale Spelers Raad (CSR) waarvan hij de eerste voorzitter werd.

### Statistieken
| Seizoen | Club          | Land      | Competitie    | Duels | Goals |
| ------- | ------------- | --------- | ------------- | ----- | ----- |
| 1972/73 | Ajax          | Nederland | Eredivisie    | 0     | 0     |
| 1973/74 | Royal Antwerp | België    | Eerste klasse | 33    | 1     |
| 1974/75 | Royal Antwerp | België    | Eerste klasse | 9     | 2     |
| 1975/76 | Royal Antwerp | België    | Eerste klasse | 3     | 0     |
| 1976/77 | Royal Antwerp | België    | Eerste klasse | 10    | 1     |
| 1977/78 | Telstar       | Nederland | Eredivisie    | 25    | 1     |
| 1978/79 | Sparta        | Nederland | Eredivisie    | 31    | 5     |
| 1979/80 | Sparta        | Nederland | Eredivisie    | 32    | 1     |
| 1980/81 | Sparta        | Nederland | Eredivisie    | 33    | 5     |
| 1981/82 | Sparta        | Nederland | Eredivisie    | 24    | 1     |
| 1982/83 | Sparta        | Nederland | Eredivisie    | 33    | 5     |
| 1983/84 | Sparta        | Nederland | Eredivisie    | 34    | 2     |
| 1984/85 | Sparta        | Nederland | Eredivisie    | 30    | 4     |
| 1985/86 | Sparta        | Nederland | Eredivisie    | 31    | 3     |
| 1986/87 | AZ            | Nederland | Eredivisie    | 17    | 0     |
| Totaal  | Totaal        | Totaal    | Totaal        | 331   | 34    |

## Carrière als trainer

### AZ (assistent)
Medio 1986 ging Van Gaal, die afgewezen was voor de cursus coach betaald voetbal, naar AZ waar hij naast speler van het eerste team ook trainer werd van het tweede elftal. In december werd Han Berger ontslagen en leidde Van Gaal al kort de training van de eerste selectie maar de coaching in een oefenwedstrijd tegen SV Marken werd gedaan door Nick Stienstra. Vanaf 30 december 1986 werd Hans Eijkenbroek de nieuwe trainer van AZ  en Van Gaal zijn assistent. Hij stopte ook direct als speler. Eijkenbroek kende een valse start als hoofdtrainer en moest in zijn de eerste maanden tweemaal afhaken vanwege vermeende hartproblemen. Van Gaal fungeerde toen ad interim als hoofdtrainer. Eijkenbroek deed alles samen met zijn assistent Van Gaal en werd soms ook door hem overvleugeld. Van Gaal haalde onder meer meerdere spelers uit het tweede die hij getraind had, bij de eerste selectie. Het duo wist AZ te behoeden voor degradatie uit de Eredivisie. Dit leidde echter ook tot onduidelijkheid over wie het voor het zeggen had en tot onvrede binnen een deel van de spelersgroep. Toen in het volgende seizoen 1987/88 de resultaten tegenvielen, werd dit de reden om Van Gaal in november te ontslaan als assistent vanwege een verstoorde relatie. Van Gaal, die daarnaast nog als onderwijzer werkzaam was, herkende zich niet in de uitleg en hoofdtrainer Eijkenbroek was niet op de hoogte van het aanstaande ontslag van zijn assistent. Van Eijkenbroek hoefde dit ook niet, maar hij gaf aan bij diens opvolger Jan Fransz minder zaken uit handen te geven.

### Ajax

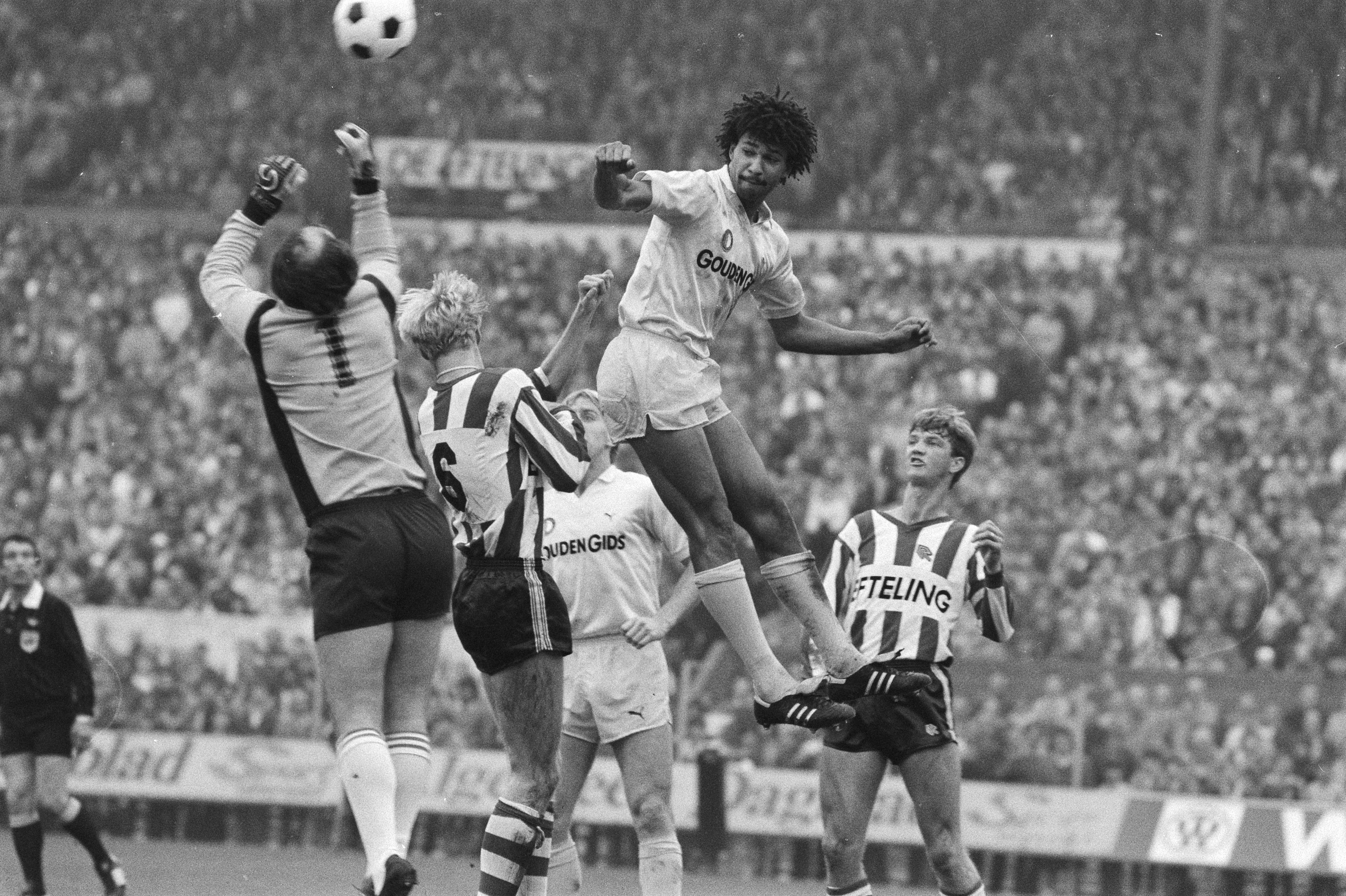
Van Gaal (rechts), spelend voor Sparta, tegen Feyenoord met een in de lucht springende Ruud Gullit, november 1983

Na een korte carrière bij AZ '67 trad hij in dienst bij Ajax om daar Leo Beenhakkers assistent te worden. Van Gaal werd ook jeugdtrainer en hoofd opleidingen bij de Amsterdamse club. Toen Beenhakker in september 1991 vertrok, nam Van Gaal de leiding over.
Van Gaal was hoofdtrainer van Ajax van 1991 tot 1997 en had daar een zeer succesvol dienstverband. Onder Van Gaal werd Ajax driemaal Nederlands kampioen; in 1994, 1995 en 1996. Hij wist Ajax ook aan de KNVB beker te helpen in 1993 en de Supercup in 1993, 1994 en 1995. Op het Europese toneel wist Ajax in april 1992 de UEFA Cup te winnen. Ajax won in de finale van het Italiaanse Torino. De grootste Europese voetbalprijs, de UEFA Champions League, werd in mei 1995 binnengehaald na een overwinning op AC Milan. In november 1995 versloeg Ajax in Tokio bovendien het Braziliaanse Grêmio op strafschoppen en won daarmee de wereldbeker voor clubteams. In februari 1996 werd ook de UEFA Super Cup gewonnen door winst op het Spaanse Real Zaragoza, dat in 1994/95 de Europacup II had gewonnen. Ajax liep winst in de UEFA Champions League van 1996 mis na verlies tegen Juventus in de finale.
Het succes van Ajax was zo groot, dat gedurende de jaren negentig het Nederlands elftal gedomineerd werd door spelers uit Van Gaals team, zoals Patrick Kluivert, Clarence Seedorf, Marc Overmars, Michael Reiziger, Frank de Boer, Ronald de Boer, Edgar Davids en Edwin van der Sar.
Van Gaal vertrok in 1997 bij Ajax toen hij zijn contract had uitgediend. Bij zijn vertrek werd hij benoemd tot Ridder in de Orde van Oranje-Nassau.

### Barcelona (eerste periode)

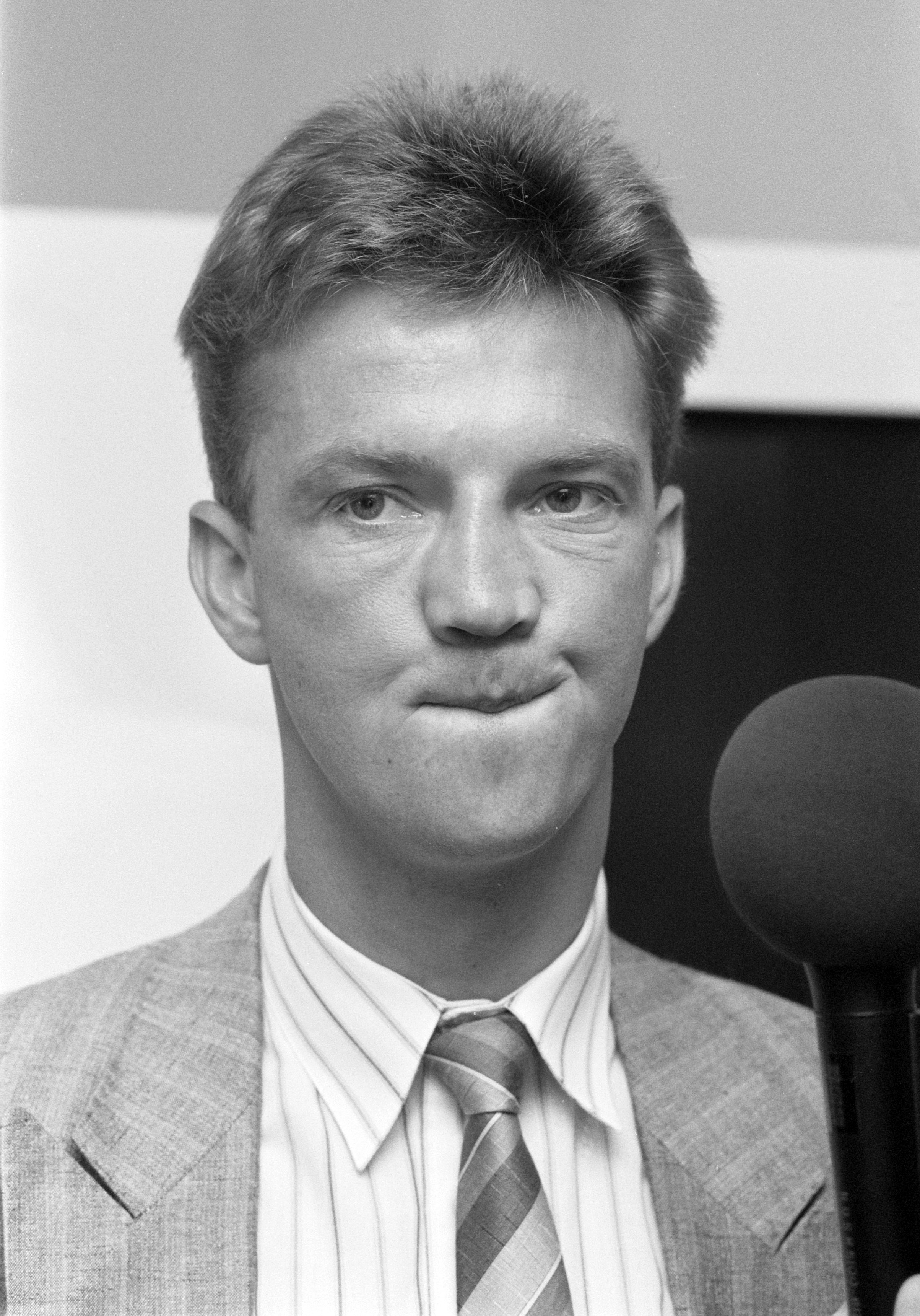
Van Gaal in 1988 als assistent-coach van Ajax.

In 1997 trad Van Gaal in dienst bij FC Barcelona als opvolger van Bobby Robson. Als assistent kreeg hij de toen nog jonge José Mourinho naast zich. In navolging van Van Gaal kwamen veel Nederlandse spelers naar Barcelona. Zo trok de club in 1997 Winston Bogarde, Michael Reiziger (beiden AC Milan) en Ruud Hesp (Roda JC), die onder Van Gaal de eerste doelman werd, aan. In zijn eerste seizoen boekte Van Gaal grote successen. De club behaalde, voor het eerst in negenendertig jaar, de dubbel door zowel landskampioen als bekerwinnaar te worden. Daarnaast won de club de UEFA Super Cup.
Ook zijn tweede jaar in dienst van Barcelona, waarin de club zich versterkte met Phillip Cocu, Boudewijn Zenden (beiden PSV) en Patrick Kluivert (AC Milan), werd afgesloten met het landskampioenschap. Wel verloor het de strijd om de Supercopa. Aan het begin van het seizoen 1999/00 nam Van Gaal Ronald Koeman aan als assistent en nam de club Jari Litmanen over van Ajax. Halverwege het seizoen sloten ook Frank en Ronald de Boer, wier overgang in eerste instantie door de rechter verboden werd, zich aan bij de club. Ondanks de successen van de eerste twee seizoenen kwam Van Gaal, mede door zijn slechte relatie met de Spaanse pers en supporters, onder vuur te liggen. Deze druk werd versterkt door een interne machtsstrijd tussen het zittende bestuur en een oppositiegroep onder leiding van Joan Laporta.
In het derde seizoen ging het mis. Weer werd de Supercopa verloren en Barcelona greep naast de landstitel en werd uitgeschakeld in de halve finales van de Copa del Rey en de UEFA Champions League. In mei 2000 maakte voorzitter Josep Lluís Núñez, die al sinds 1978 in functie was, bekend dat hij zich niet herkiesbaar stelde voor een nieuwe termijn als voorzitter. Van Gaal besloot zich solidair te verklaren met Núñez en per direct zijn contract in te leveren.

### Nederlands elftal (eerste periode)
Van Gaal keerde in 2000 terug naar Nederland om het Nederlands elftal voor te bereiden op het wereldkampioenschap voetbal dat in 2002 in Zuid-Korea en Japan gehouden zou worden. Het Nederlands elftal wist zich onder zijn leiding, ondanks het behalen van twintig punten in een poule met onder meer Ierland en Portugal, door een verlies in Ierland niet voor het wereldkampioenschap te kwalificeren. Gezien het gemiddeld aantal punten per wedstrijd presteerde het Nederlands elftal onder Van Gaal beter dan de tien jaar daarvoor. Toch plaatste Oranje zich niet voor het eindtoernooi, omdat het faalde in de wedstrijden tegen de directe concurrenten.
Van Gaal noemde de uitschakeling 'de grootste teleurstelling uit zijn trainersloopbaan'. Hij ergerde zich zichtbaar aan de houding van zijn spelers en besloot op 30 november 2001 op te stappen. Hij werd vervangen door Dick Advocaat.
| Speler                     | Club waar hij voor speelde bij eerste interland | Tegenstander eerste interland onder Van Gaal | Aantal interlands onder Van Gaal | Goals |
| -------------------------- | ----------------------------------------------- | -------------------------------------------- | -------------------------------- | ----- |
| George Boateng             | Aston Villa                                     | Denemarken                                   | 1                                | 0     |
| Frank de Boer              | FC Barcelona                                    | Ierland                                      | 10                               | 2     |
| Ronald de Boer             | Glasgow Rangers                                 | Ierland                                      | 3                                | 0     |
| Winston Bogarde            | Chelsea FC                                      | Spanje                                       | 1                                | 0     |
| Mark van Bommel            | PSV                                             | Cyprus                                       | 10                               | 4     |
| Paul Bosvelt               | Feyenoord                                       | Ierland                                      | 6                                | 0     |
| Wilfred Bouma              | PSV                                             | Ierland                                      | 4                                | 0     |
| Giovanni van Bronckhorst   | Glasgow Rangers                                 | Ierland                                      | 6                                | 1     |
| Arnold Bruggink            | PSV                                             | Ierland                                      | 2                                | 0     |
| Phillip Cocu               | FC Barcelona                                    | Ierland                                      | 12                               | 1     |
| Edgar Davids               | Juventus                                        | Cyprus                                       | 9                                | 0     |
| Jerrel Hasselbaink         | Chelsea FC                                      | Spanje                                       | 9                                | 5     |
| Marc van Hintum            | Vitesse                                         | Turkije                                      | 1                                | 0     |
| Kevin Hofland              | PSV                                             | Spanje                                       | 6                                | 0     |
| Pierre van Hooijdonk       | Benfica                                         | Andorra                                      | 8                                | 3     |
| Patrick Kluivert           | FC Barcelona                                    | Ierland                                      | 13                               | 5     |
| Bert Konterman             | Glasgow Rangers                                 | Ierland                                      | 1                                | 0     |
| Denny Landzaat             | Willem II                                       | Estland                                      | 4                                | 0     |
| Roy Makaay                 | Deportivo La Coruña                             | Spanje                                       | 7                                | 0     |
| Mario Melchiot             | Chelsea FC                                      | Portugal                                     | 9                                | 0     |
| Oscar Moens                | AZ                                              | Denemarken                                   | 1                                | 0     |
| Ruud van Nistelrooij       | PSV                                             | Cyprus                                       | 7                                | 7     |
| Arthur Numan               | Glasgow Rangers                                 | Ierland                                      | 3                                | 0     |
| André Ooijer               | PSV                                             | Turkije                                      | 1                                | 0     |
| Niels Oude Kamphuis        | FC Schalke 04                                   | Engeland                                     | 1                                | 0     |
| Marc Overmars              | FC Barcelona                                    | Cyprus                                       | 10                               | 2     |
| Patrick Paauwe             | Feyenoord                                       | Spanje                                       | 3                                | 0     |
| Michael Reiziger           | FC Barcelona                                    | Ierland                                      | 9                                | 0     |
| Fernando Ricksen           | Glasgow Rangers                                 | Spanje                                       | 1                                | 0     |
| Edwin van der Sar          | Juventus                                        | Ierland                                      | 13                               | 0     |
| Victor Sikora              | Vitesse                                         | Turkije                                      | 3                                | 0     |
| Jaap Stam                  | Manchester United                               | Turkije                                      | 7                                | 0     |
| Clarence Seedorf           | Internazionale                                  | Ierland                                      | 8                                | 3     |
| Jeffrey Talan              | sc Heerenveen                                   | Ierland                                      | 3                                | 1     |
| Rafael van der Vaart       | Ajax                                            | Andorra                                      | 1                                | 0     |
| Jan Vennegoor of Hesselink | FC Twente                                       | Portugal                                     | 2                                | 0     |
| Ronald Waterreus           | PSV                                             | Engeland                                     | 1                                | 0     |
| Sander Westerveld          | Liverpool FC                                    | Turkije                                      | 1                                | 0     |
| Richard Witschge           | Ajax                                            | Ierland                                      | 1                                | 0     |
| Boudewijn Zenden           | FC Barcelona                                    | Andorra                                      | 8                                | 1     |

Spelers die dikgedrukt en cursief staan vermeld, debuteerden als speler van Oranje  onder Van Gaal.

### Barcelona (tweede periode)
In mei 2002 keerde Van Gaal op voorspraak van voorzitter Joan Gaspart terug naar Barcelona. Barcelona maakte een roerige periode mee en in de twee jaar van Van Gaals afwezigheid versleet de club twee trainers, Llorenç Serra Ferrer en Carles Rexach. In een poging de rust te laten wederkeren richtte Gaspart zich op Van Gaal. De aanstelling van Van Gaal was echter, gezien zijn vertrek twee jaar eerder, erg omstreden. Van Gaal ondertekende een contract voor drie seizoenen en bedong, om een vroegtijdig ontslag te voorkomen, een ontslagvergoeding van zeven miljoen euro. Hij nam Frans Hoek en Andries Jonker mee als assistenten.
Van Gaal beleefde bij zijn terugkeer in Barcelona een moeilijk seizoen. Hoewel de ploeg in de Champions League met tien overwinningen prima presteerde, wist de ploeg in de competitie geen potten te breken. Toen Van Gaal op 28 januari 2003 ontslagen werd, was de ploeg afgezakt naar de twaalfde plaats van de ranglijst met twintig punten achterstand op de koploper Real Sociedad. Zijn vervanger was Radomir Antić, die op zijn beurt aan het eind van het seizoen plaats maakte voor Frank Rijkaard.

### Technisch directeurschap van Ajax
In november 2003 keerde Van Gaal terug naar Ajax, waar hij, als opvolger van Leo Beenhakker, technisch directeur werd. Van Gaal kreeg de opdracht te werken aan een technisch beleidsplan, dat de complete organisatie van de jeugd tot het eerste elftal zou omvatten.
Als technisch directeur werd Van Gaal de eerst verantwoordelijke voor hoofdtrainer Ronald Koeman, die hij nog kende van hun gezamenlijke periode bij FC Barcelona. Koeman was echter van mening dat hij te weinig ruimte kreeg van Van Gaal om zijn werk te doen en beklaagde zich hierover regelmatig bij algemeen directeur Arie van Eijden, de directe chef van Van Gaal. Van Gaal beklaagde zich op zijn beurt weer over de onervarenheid van Koeman en diens gebrek aan daadkracht.
De slechte werkrelatie tussen Van Gaal en Koeman werd op de spits gedreven door de verkoop van Zlatan Ibrahimovic voor zestien miljoen euro aan Juventus aan het begin van het seizoen 2004/05. Volgens Van Gaal was deze verkoop noodzakelijk, omdat Zlatan op gespannen voet leefde met de opkomende Rafael van der Vaart. Koeman zag echter zijn vaste centrumspits vertrekken en was ontstemd dat zijn gedroomde opvolger Arouna Koné door de medische staf werd ontraden, waardoor hij alleen nog Wesley Sonck en Yannis Anastasiou overhield voor de spitspositie (pas tijdens de winterstop kon Angelos Charisteas worden aangetrokken). Koeman uitte openlijk zijn ongenoegen over deze gang van zaken en stelde uiteindelijk het bestuur Ajax voor de keuze of Van Gaal eruit, of hij zelf.
In september 2004 werden er evaluatie gesprekken tussen het bestuur en Van Gaal gevoerd rond zijn functioneren, de relatie tussen Koeman en Van Gaal en de bevoegdheden van de technisch directeur. Ook Koeman was betrokken bij deze gesprekken. De organisatie kon zich voor een groot gedeelte vinden in Van Gaals technisch beleidsplan, dat unaniem werd aangenomen. Van Gaal stelde echter voor een gedeelte van de verantwoordelijkheden van de hoofdtrainer, met name waar het ging om de aan- en verkoop van spelers, over te hevelen naar de technisch directeursfunctie, die hij op dat moment dus zelf bekleedde. Dit bleek een groot struikelblok en op 16 oktober 2004 diende Van Gaal zijn ontslag in, dat na uitvoerig intern beraad op 19 oktober werd verleend. Een half seizoen later zou ook Koeman vertrekken bij Ajax.
Algemeen directeur Van Eijden stelde in een verklaring dat de samenwerking tussen Ajax en Van Gaal nooit werkelijk van de grond gekomen was en dat Van Gaal te rigide vasthield aan zijn eigen beleidsplan. Van Gaal  verklaarde dat het ontslag een gevolg was van een verschil in inzicht over de uitvoering van het technische beleid en de bevoegdheden van de technisch directeur. Later zou Van Gaal meedelen dat hij diep teleurgesteld was in Koeman, die hij als vriend beschouwde. Ook zei hij, in een interview voor Nova College Tour in november 2010, dat hij zich tot op het bot beledigd voelde door de handelswijze van Ajax en nooit meer bij de club te zullen terugkeren.

### AZ
Met ingang van het seizoen 2005/06 werd hij trainer van AZ. Hij volgde daar Co Adriaanse op. In zijn eerste seizoen eindigden de Alkmaarders op een tweede plaats in de competitie en reikten ze tot de halve finale van het bekertoernooi. Tijdens de halve finale van de Eredivisie play-offs werd AZ in een tweestrijd met FC Groningen verslagen (1-3 uit en 2-1 thuis) en greep de ploeg - ondanks de tweede plaats in de eindschikking - naast kwalificatie voor de voorronde van de UEFA Champions League.

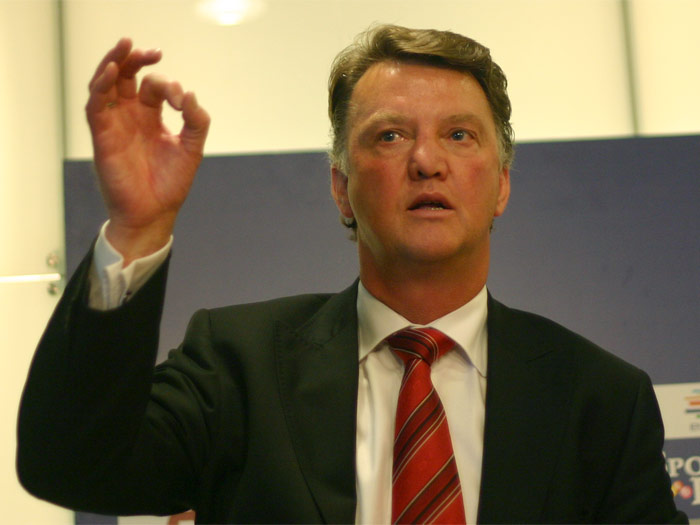
Louis van Gaal

Op 23 januari 2007 stapte Van Gaal uit de belangenvereniging Coaches Betaald Voetbal (CBV), omdat hij het niet eens was met de berisping die hij kreeg, wegens kritische uitlatingen aan het adres van bondscoach Marco van Basten in een interview in Sportweek. Van Gaal was in het verleden medeoprichter en eerste voorzitter van de CBV. Als voetballer was hij daarvoor actief voor de voetballers vakbond VVCS en als Sparta-speler de eerste voorzitter van de Centrale Spelersraad (CSR).
In zijn tweede seizoen als hoofdtrainer had AZ een nog kansrijker seizoen. AZ nam op de voorlaatste speeldag de eerste plaats over van PSV, maar liep door een nederlaag op de slotdag tegen Excelsior het kampioenschap mis en eindigde op de derde plaats. Ook gingen de bekerfinale en de play-offs verloren tegen Ajax. Hierdoor won AZ niets en restte alleen kwalificatie voor het UEFA Cup-toernooi. In de editie van het seizoen 2006/07 strandde AZ tegen Werder Bremen in de kwartfinale. In de twee rondes ervoor wist AZ zich nog goed terug te knokken tegen Fenerbahçe en Newcastle United.
In augustus 2007 werd Van Gaal gekozen tot de Nederlandse coach van het jaar, gekozen door spelers en trainers, over het seizoen 2006/07.
Het seizoen 2007/08 verliep voor AZ zeer moeizaam. Van Gaals positie kwam onder druk te staan, omdat AZ op een gegeven moment zelfs in degradatiezorgen kwam. Op 28 maart 2008 werd bekend dat Van Gaal aan het einde van het seizoen in Alkmaar zou stoppen. Enkele dagen later nuanceerde Van Gaal dit door te stellen dat de spelersgroep zich nog kon bewijzen en hij aan het einde van het seizoen een beslissing zou nemen. Hij besloot aan te blijven. In het daaropvolgende seizoen wist Van Gaal met AZ landskampioen te worden.
Na het binnenhalen van het landskampioenschap en het plaatsen voor de UEFA Champions League, ontstond er veel interesse van landenteams en clubs uit binnen- en buitenland. FC Bayern München toonde concrete belangstelling. Van Gaal zei open te staan voor een overgang naar de Beierse club. Hoewel hij eerder stelde zijn contracten altijd uit te dienen, vond hij nu dat AZ - ondanks een doorlopend contract - hem een mooie transfer kon gunnen. Ondanks het feit dat AZ de trainer liever niet kwijt wilde, werd in goed overleg een vertrek besproken. AZ bedong geen afkoopsom, wel werd er een benefietwedstrijd afgesproken tussen AZ en Bayern München. Op 13 mei tekende Van Gaal een contract voor twee jaar bij de Duitse club.
Het stadion van AZ heeft een grand café dat naar Van Gaal is vernoemd.

### Bayern München
Met ingang van het seizoen 2009/10 werd Van Gaal hoofdtrainer van FC Bayern München. Hij tekende voor drie jaar. Op 8 december 2009 won Van Gaal met Bayern München een uitwedstrijd in Turijn met 1-4 van Juventus. Door deze overwinning plaatste de ploeg zich voor de tweede ronde van de UEFA Champions League. Hierin werd AC Fiorentina verslagen, waarna Bayern in de kwartfinale Manchester United over twee duels de baas was. Hiermee werd Van Gaal na Jose Mourinho de tweede trainer die met drie verschillende clubs de halve finales van de UEFA Champions League haalde.
In Duitsland eiste Van Gaal dat er binnen de spelersgroep van Bayern alleen Duits gesproken werd. In 2010 bereikte hij de derde plaats in de jaarlijkse verkiezing voor 'Die Sprachwahrer des Jahres'.
Op 27 april 2010 bereikte hij met Bayern München de finale van de Champions League door Olympique Lyonnais over twee wedstrijden met 4-0 te verslaan. De finale tegen Internazionale op 22 mei 2010 werd met 0-2 verloren. Van Gaal won op 15 mei 2010 met Bayern de DFB-Pokal (0-4 tegen Werder Bremen) en werd op de slotdag van de competitie (8 mei 2010) kampioen van de Duitse Bundesliga.
Zijn tweede seizoen werd zijn laatste in Duitse dienst. Na een reeks teleurstellende resultaten werd op 7 maart 2011 bekendgemaakt dat Van Gaal na het einde van het seizoen zou vertrekken bij Bayern München. Jupp Heynckes werd aangesteld als zijn opvolger. Op 10 april 2011 werd hij na een gelijkspel tegen FC Nürnberg (1-1) alsnog per direct ontslagen.

### Algemeen directeurschap van Ajax
Op 16 november 2011 werd bekendgemaakt dat Van Gaal een contract had getekend bij Ajax, ditmaal als algemeen directeur. Hij zou vanaf juli 2012 weer aan de slag gaan bij de Amsterdammers. De aanstelling van Van Gaal was zeer omstreden, doordat vier leden van de Raad van Commissarissen (Steven ten Have, Edgar Davids, Paul Römer en Marjan Olfers) de aanstelling hadden besloten achter de rug om van de vijfde commissaris, Johan Cruijff. In dezelfde commissarissen vergadering werden ook Martin Sturkenboom en Danny Blind benoemd tot respectievelijk interim- en technisch directeur. De aanstelling van Van Gaal, die al jaren op gespannen voet stond met Cruijff, leidde tot tweespalt in de Ajax-organisatie.
Cruijff spande, samen met enkele trainers uit de jeugdopleiding, een rechtszaak aan tegen de overige commissarissen inzake de bewuste aanstellingen. In de eerste behandeling in december 2011 werden deze rechtsgeldig verklaard, maar ook opgeschort, zodat de aandeelhouders er zich over uit konden spreken. Tijdens de aandeelhouders vergadering werden alle commissarissen uit hun functie gezet, vanwege het ontstane wantrouwen. In hoger beroep werden Cruijff en de jeugdtrainers op 7 februari 2012 in het gelijk gesteld door de rechtbank. Hierop werden de contracten van Van Gaal en Sturkenboom door de rechter ongeldig verklaard en stapte Blind zelf op.
Van Gaal reageerde verslagen op het ongeldig verklaren van het contract: "Natuurlijk is dat teleurstellend en doet dat pijn, want Ajax bestrijkt een deel van mijn leven".

### Nederlands elftal (tweede periode)
Op 6 juli 2012 maakte de KNVB bekend dat Van Gaal per 1 augustus opnieuw bondscoach zou worden van het Nederlands elftal, als opvolger van Bert van Marwijk. Danny Blind en Patrick Kluivert werden aangesteld als zijn assistenten. De eerste wedstrijd van zijn tweede termijn als bondscoach, een vriendschappelijk duel op 15 augustus, tegen België (uit) ging verloren (4-2). Van Gaal liet bij zijn rentree als bondscoach vijf spelers debuteren: Ricardo van Rhijn (Ajax), Stefan de Vrij (Feyenoord), Nick Viergever (AZ), Bruno Martins Indi (Feyenoord) en Adam Maher (AZ). Op 31 mei 2013 maakt Van Gaal bekend dat hij na het wereldkampioenschap voetbal in 2014 in Brazilië, zal stoppen als bondscoach.
Waar het in 2001 misging, slaagde Van Gaal dit keer wel. In september 2013 kwalificeerde het Nederlands elftal zich onder zijn leiding ongeslagen en als eerste Europese land voor het wereldkampioenschap voetbal 2014 in Brazilië. Daardoor begeleidt Van Gaal in juni 2014 voor het eerst een landenteam op het WK voor A-selecties; tijdens zijn eerste dienstverband bij de KNVB stelde hij zich aan het hoofd van Oranje-onder 20, boven Ruud Krol, voor de jeugd-WK in Argentinië. 
Nederland plaatste zich in Brazilië voor de achtste finales door in de poule van zowel Spanje (5-1), Australië (3-2) als Chili (2-0) te winnen. In de achtste finale werd Mexico met 2-1 in de blessuretijd verslagen. In de kwartfinale wist Nederland zich tevens te plaatsen voor de halve finale door Costa Rica te bedwingen na het nemen van penalty's (0-0, wns. 4-3). Opmerkelijk was hierbij dat Van Gaal keeper Jasper Cillessen kort voor het einde van de verlenging wisselde voor Tim Krul. In de strijd om de halve finale tegen Argentinië bleef het na verlenging nog steeds een doelpuntloze wedstrijd, die Nederland na strafschoppen met 4-2 verloor. Arjen Robben en Dirk Kuijt schoten raak, Ron Vlaar en Wesley Sneijder misten. In de troostfinale trof Nederland gastland Brazilië, dat met 3-0 verslagen werd, waarmee Van Gaal met het Nederlands elftal de bronzen medaille won. Na afloop van het WK ging Louis van Gaal naar Manchester United. Van Gaal werd geëerd als Nederlandse coach van het jaar tijdens het NOC*NSF sportgala 2014.
| Speler                | Club waar hij voor speelde bij eerste interland | Tegenstander eerste interland onder Van Gaal | Aantal interlands onder Van Gaal | Goals |
| --------------------- | ----------------------------------------------- | -------------------------------------------- | -------------------------------- | ----- |
| Patrick van Aanholt   | Vitesse                                         | Colombia                                     | 2                                | 0     |
| Ibrahim Afellay       | Schalke 04                                      | Andorra                                      | 3                                | 0     |
| Daley Blind           | Ajax                                            | Italië                                       | 19                               | 1     |
| Jean-Paul Boëtius     | Feyenoord                                       | Frankrijk                                    | 1                                | 0     |
| Jeffrey Bruma         | PSV                                             | Estland                                      | 3                                | 0     |
| Jasper Cillessen      | Ajax                                            | Indonesië                                    | 15                               | 0     |
| Jordy Clasie          | Feyenoord                                       | Turkije                                      | 10                               | 0     |
| Memphis Depay         | PSV                                             | Turkije                                      | 10                               | 2     |
| Eljero Elia           | Werder Bremen                                   | Roemenië                                     | 2                                | 0     |
| Urby Emanuelson       | AC Milan                                        | Andorra                                      | 2                                | 0     |
| Leroy Fer             | FC Twente                                       | Turkije                                      | 4                                | 0     |
| Marco van Ginkel      | Vitesse                                         | Duitsland                                    | 2                                | 0     |
| Jonathan de Guzmán    | Swansea City                                    | Italië                                       | 10                               | 0     |
| Siem de Jong          | Ajax                                            | Roemenië                                     | 5                                | 2     |
| John Heitinga         | Everton                                         | België                                       | 7                                | 0     |
| Klaas-Jan Huntelaar   | Schalke 04                                      | België                                       | 5                                | 3     |
| Davy Klaassen         | Ajax                                            | Frankrijk                                    | 1                                | 0     |
| Terence Kongolo       | Feyenoord                                       | Ecuador                                      | 2                                | 0     |
| Dirk Kuijt            | Fenerbahçe                                      | Andorra                                      | 8                                | 0     |
| Bruno Martins Indi    | Feyenoord                                       | België                                       | 22                               | 2     |
| Daryl Janmaat         | Feyenoord                                       | Turkije                                      | 21                               | 0     |
| Ola John              | Benfica                                         | Italië                                       | 1                                | 0     |
| Nigel de Jong         | Manchester City                                 | België                                       | 7                                | 0     |
| Tim Krul              | Newcastle United                                | Turkije                                      | 2                                | 0     |
| Jeremain Lens         | PSV                                             | België                                       | 17                               | 6     |
| Adam Maher            | AZ                                              | België                                       | 5                                | 0     |
| Joris Mathijsen       | Feyenoord                                       | België                                       | 2                                | 0     |
| Luciano Narsingh      | PSV                                             | België                                       | 5                                | 2     |
| Miquel Nelom          | Feyenoord                                       | Indonesië                                    | 2                                | 0     |
| Robin van Persie      | Manchester United                               | Turkije                                      | 16                               | 14    |
| Erik Pieters          | PSV                                             | Indonesië                                    | 2                                | 0     |
| Quincy Promes         | FC Twente                                       | Frankrijk                                    | 1                                | 0     |
| Karim Rekik           | PSV                                             | Frankrijk                                    | 1                                | 0     |
| Ricardo van Rhijn     | Ajax                                            | België                                       | 7                                | 0     |
| Arjen Robben          | Bayern München                                  | België                                       | 14                               | 5     |
| Stijn Schaars         | PSV                                             | Estland                                      | 4                                | 0     |
| Ruben Schaken         | Feyenoord                                       | Andorra                                      | 7                                | 2     |
| Wesley Sneijder       | Internazionale                                  | België                                       | 11                               | 2     |
| Maarten Stekelenburg  | AS Roma                                         | België                                       | 4                                | 0     |
| Kevin Strootman       | PSV                                             | Turkije                                      | 14                               | 2     |
| Dwight Tiendalli      | Swansea City                                    | Indonesië                                    | 2                                | 0     |
| Jens Toornstra        | FC Utrecht                                      | Indonesië                                    | 2                                | 0     |
| Rafael van der Vaart  | Tottenham Hotspur                               | België                                       | 10                               | 6     |
| Paul Verhaegh         | Augsburg                                        | Portugal                                     | 3                                | 0     |
| Nick Viergever        | AZ                                              | België                                       | 1                                | 0     |
| Ron Vlaar             | Aston Villa                                     | Turkije                                      | 14                               | 0     |
| Michel Vorm           | Swansea City                                    | China                                        | 5                                | 0     |
| Stefan de Vrij        | Feyenoord                                       | België                                       | 19                               | 1     |
| Joël Veltman          | Ajax                                            | Colombia                                     | 4                                | 0     |
| Kenneth Vermeer       | Ajax                                            | Duitsland                                    | 4                                | 0     |
| Gregory van der Wiel  | Paris Saint-Germain                             | Colombia                                     | 2                                | 0     |
| Georginio Wijnaldum   | PSV                                             | Portugal                                     | 2                                | 0     |
| Jetro Willems         | PSV                                             | België                                       | 6                                | 0     |
| Ricky van Wolfswinkel | Sporting CP                                     | Indonesië                                    | 1                                | 0     |

Spelers die dikgedrukt en cursief staan vermeld, debuteerden als speler van het Nederlands elftal onder Van Gaal.
Bijgewerkt t/m Nederland - Ghana 1-0 (31 mei 2014)

### Manchester United
Op 19 mei 2014 werd bekend dat Van Gaal tot nieuwe trainer van Manchester United was benoemd. De wens dat hij altijd nog eens een Engelse topclub wilde trainen, ging hiermee in vervulling. Hij tekende een contract voor drie jaar en kreeg een bedrag van 200 miljoen euro aan transfergeld tot zijn beschikking. De club was het seizoen ervoor geëindigd op de zevende plaats in de Premier League en dat moest beter. In het seizoen 2014/15 wordt Van Gaal geassisteerd door Ryan Giggs. Vanuit Nederland nam hij Frans Hoek en Marcel Bout mee, die beiden bij het Nederlands elftal actief waren, als keeperstrainer respectievelijk scout. Van Gaal begon de competitie met een nederlaag tegen Swansea City en gelijkespelen tegen Sunderland en Burnley. Richting het einde van het seizoen 2014/15 won United meer en steeg het naar de derde plaats, na overwinningen op onder meer Tottenham Hotspur, Liverpool en stadgenoot Manchester City. Uiteindelijk eindigde Van Gaal met Manchester United dat seizoen als vierde in de competitie, waarmee de doelstelling, het behalen van de (voorronde) UEFA Champions League, werd behaald.
In Van Gaals tweede seizoen bij Manchester United eindigde hij als vijfde in de competitie en werd hij, mede dankzij een 2-1 nederlaag en een 0-0 gelijkspel tegen PSV, in de poulefase van de Champions League uitgeschakeld. Op 21 mei 2016 won Van Gaal met Manchester United de FA Cup. De club won in de finale, ondanks een rode kaart voor Chris Smalling, na verlenging met 1-2 van Crystal Palace. Na de bekerwinst schaarde Van Gaal zich naast Mourinho in een exclusief rijtje: deze twee trainers zijn de enigen die in vier verschillende Europese competities de beker wisten te winnen. Twee dagen na het winnen van de FA Cup maakte Manchester United bekend dat de club niet verderging met Van Gaal en hij de club na twee jaar verliet. Op 10 maart 2019 kondigde Van Gaal, tijdens de uitzending van VTBL, zijn pensioen aan.

### Nederlands elftal (derde periode)
In augustus 2021 tekende Van Gaal een contract als bondscoach van het Nederlands elftal tot en met het WK 2022. Danny Blind, Frans Hoek en Henk Fraser, die op dat moment reeds hoofdtrainer was van Sparta, werden aangesteld als assistent-bondscoach. Door de 2-0 overwinning tegen Senegal op het WK werd Van Gaal de bondscoach met de meest behaalde overwinningen in de historie van het Nederlands Elftal: 38. Het oude record was in handen van Dick Advocaat, die in 2017 het record van Bob Glendenning verbrak. Zijn bondscoachschap kwam ten einde na de uitschakeling in de strafschoppenreeks in de kwartfinale tegen Argentinië. In zijn derde termijn als bondscoach zat Van Gaal twintig keer op de bank en zag hij het elftal veertien keer winnen en zes keer gelijkspelen. Tijdens drie periodes als bondscoach verloor hij slechts vier van de 63 interlands die hij leidde.

### Telstar (goede doel)
Op 25 september 2021 nam Van Gaal bij Telstar als officieus interim-hoofdtrainer eenmalig plaats op de bank om geld in te zamelen voor de stichting Spieren voor Spieren. In de Keuken Kampioen Divisie versloeg nummer achttien Telstar koploper Jong AZ met 1–0.

### Na zijn carrière als trainer
In september 2023 werd Van Gaal na het ontslag van Hans-Dieter Flick genoemd als een van de mogelijke kandidaten als bondscoach van het Duits voetbalelftal. Meerdere oud-spelers, waaronder Michael Ballack en Philipp Lahm, spraken daarbij positief over Van Gaal als mogelijk nieuwe bondscoach. In diezelfe maand kwam de naam van Van Gaal naar voren bij Ajax. Bij die club ging het vanaf het begin van het seizoen onder leiding van technisch directeur Sven Mislintat en trainer Maurice Steijn niet naar verwachting. Daarbij liet van Van Gaal weten zijn gezondheid op dat moment prioriteit te geven en af te zien van een nieuwe functie in het voetbal.

## Media
Van Gaal heeft een reputatie als het gaat om zijn relatie met de media. Al tijdens zijn eerste periode als trainer bij Ajax liet hij zich boos maken door journalisten. Toen VI-verslaggever Ted van Leeuwen in 1996 aan Van Gaal vroeg welk belang VVCS-voorzitter Theo van Seggelen kon hebben bij het laten uitlekken van het nieuws dat Michael Reiziger en Edgar Davids naar AC Milan zouden vertrekken, stelde Van Gaal de beroemd geworden tegenvraag "Ben ik nou degene die zo slim is of ben jij zo dom?"
In zijn tijd bij AZ liet hij zich opnieuw vaak boos maken door journalisten en maakte hij openlijk ruzie met collega's. Tijdens een persconferentie maakte hij een keer duidelijk dat hij Ron Jans onbescheiden vond en tijdens een interview met NOS-verslaggever Andy Houtkamp zei hij hem rechtstreeks dat Houtkamp niet zijn favoriete verslaggever was en dat hij een nare jongen was die het niet altijd goed zag. In de persconferentie na SBV Excelsior-AZ (3-2), de laatste wedstrijd in seizoen 2006/07, waarin AZ tot op het allerlaatst nog kans maakte op de titel, reageerde hij op de verslaggever van de NOS, die aan het eind van de conferentie vroeg: "PSV kampioen. Een felicitatie voor Ronald Koeman en het team?" met "Als jij dat wilt doen? Ga je gang!" Later volgden er nog talloze persconferenties waarin Van Gaal zich op liet jutten tijdens meningsverschillen met journalisten.
Naast het optreden van Van Gaal in de sportjournalistieke tak van de media, was hij ook regelmatig te zien en te horen in diverse reclamefilmpjes. In deze spotjes werden diverse kanten van zijn persoonlijkheid naar voren gehaald. In de zomer van 2018 was Van Gaal te gast in het programma Zomergasten, waar hij drie uur lang geïnterviewd werd door Janine Abbring.
Begin september 2023 uitte Van Gaal op de avond van de Eredivisie Awards 2022/23, waar hij de Eredivisie Oeuvre Award in ontvangst mocht nemen, kritiek op de UEFA en het WK 2022. Zo gaf hij aan dat het toernooi een vooropgezet plan had en er alles aan werd gedaan om Lionel Messi wereldkampioen te maken.

### Biografie
Op 8 oktober 2009 overhandigde Van Gaal ten overstaan van ongeveer duizend geïnteresseerden in de Amsterdam Arena aan Michael van Praag het eerste exemplaar van Louis van Gaal - de Biografie, een tweedelig boekwerk over zijn loopbaan tot op dat moment. Hierin vertelt hij in één deel over onder meer zijn relatie met Ronald Koeman en Johan Cruijff, zijn overleden eerste echtgenote en zijn tweede echtgenote en wat hij voelt voor de clubs waarvoor hij werkte. Het andere deel gaat over zijn ideeën over voetbal en het vak van trainer-coach.

## Erelijst
Als trainer
 Ajax
- Intercontinental Cup: 1995
- UEFA Champions League: 1994/95
- UEFA Super Cup: 1995
- UEFA Cup: 1991/92
- Eredivisie: 1993/94, 1994/95, 1995/96
- KNVB beker: 1992/93
- Nederlandse Supercup: 1993, 1994, 1995

 FC Barcelona
- UEFA Super Cup: 1997
- Primera División: 1997/98, 1998/99
- Copa del Rey: 1997/98

 AZ
- Eredivisie: 2008/09

 Bayern München
- Bundesliga: 2009/10
- DFB-Pokal: 2009/10
- DFL-Supercup: 2010

 Manchester United
- FA Cup: 2015/16

Individueel
- World Soccer Trainer van het Jaar: 1995
- Onze d'Or Trainer van het Jaar: 1995
- Europees Trainer van het Seizoen: 1994/95
- Rinus Michels Award: 2007, 2009
- Coach van het jaar: 2009, 2014
- Die Sprachwahrer des Jahres (plek 3): 2009
- Trainer des Jahres: 2010
- Anton Geesink Award: 2015
- Dutch Lifetime Achievement Award: 2017
- France Football Grootste Trainer Aller Tijden (plek 18): 2019
- Eredivisie Oeuvre Award: 2022/23

Onderscheidingen
- Ridder in de Orde van Oranje-Nassau: 1997
- Officier in de Orde van Oranje-Nassau: 2023
- Bondsridder KNVB: 2023
- Erelid van AFC Ajax : 2024

### Bestseller 60
| Boeken met noteringen in de Nederlandse Bestseller 60 | Jaar van verschijnen | Datum van binnenkomst | Hoogste positie | Aantal weken | Opmerkingen                        |
| ----------------------------------------------------- | -------------------- | --------------------- | --------------- | ------------ | ---------------------------------- |
| LVG                                                   | 2020                 | 20-05-2020            | 1(1wk)          | 14           | in samenwerking met Robert Heukels |